# ینگی‌کند (ابهر)
ینگی کند (ابهر)، روستایی از توابع بخش مرکزی شهرستان ابهر در استان زنجان ایران است.
در حال حاضر جمعیت روستا در سال۱۳۹۵ کمتر از آمار سال ۱۳۸۵ می‌باشد.
بیشتر اهالی برای کار به شهرهای ابهر - کرج و تهران مهاجرت نموده‌اند.
درسال۱۳۹۵ طرح هادی در این روستا اجرا گردید .

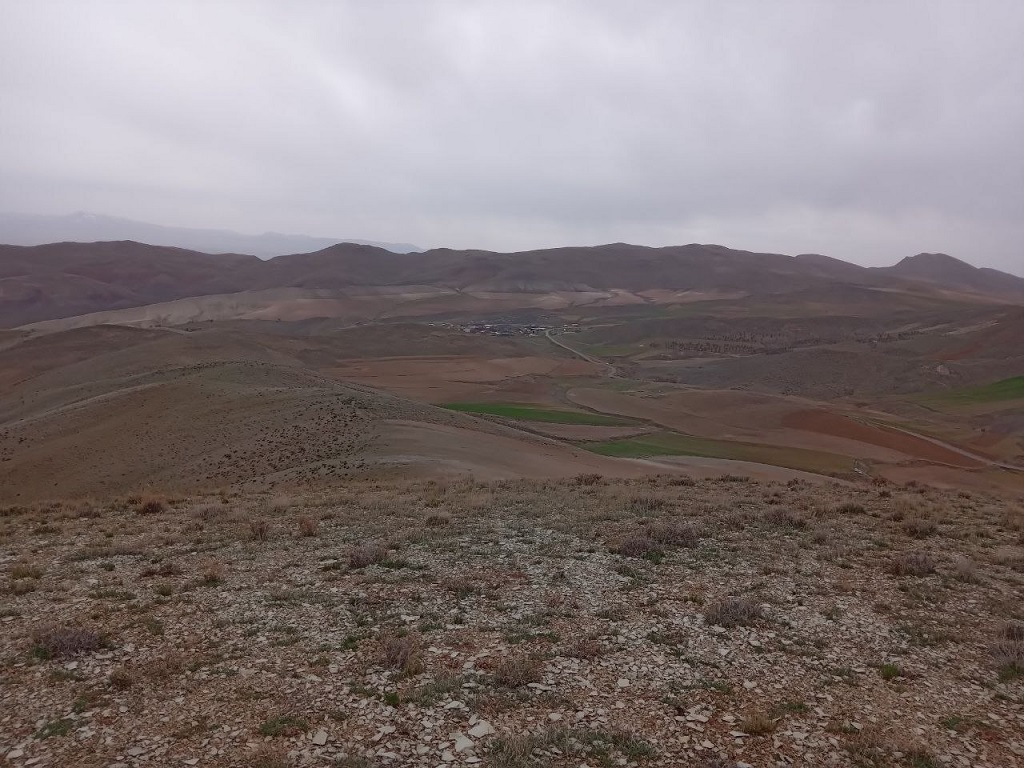
دشت سربند ینگی کند 13 فروردین 1404

این روستا در دشت سربند واقع شده ست.

## پلاک
پلاک خودرویی این روستا مطابق با پلاک وسایل نقلیه استان زنجان   شهرستان ابهر 97- ب . ق و نیز پلاک موتوری این روستا 479-481-482 می باشد.

## راه‌ها
راه ارتباطی روستا از ابهر تا ینگی کند آسفالته می‌باشد.
راه ینگی کند به روستای چمشه بار و همچنین ینگی کند به سمت روستای آغور نیز آسفالته می باشد.

## آثار ملی ثبت شده:
1-محوطه سویوخ بولاغ مربوط به عصر آهن است و در شهرستان ابهر، بخش مرکزی، دهستان دولت‌آباد، روستای ینگه کند واقع شده و این اثر در تاریخ ۲۶ دی ۱۳۸۶ با شمارهٔ ثبت ۲۰۵۳۸ به‌عنوان یکی از آثار ملی ایران به ثبت رسیده‌است.
2-محوطه آغ یازو مربوط به دوره اشکانیان - دوره ساسانیان است و در شهرستان ابهر، بخش مرکزی، دهستان دولت‌آباد، روستای ینگه کند واقع شده و این اثر در تاریخ ۲۶ دی ۱۳۸۶ با شمارهٔ ثبت ۲۰۵۴۰ به‌عنوان یکی از آثار ملی ایران به ثبت رسیده است.
3-تپه صفر اولن مربوط به عصر آهن است و در شهرستان ابهر، بخش مرکزی، دهستان دولت‌آباد، روستای ینگه کند، ۱۳۰۰ متری جنوب غربی روستا واقع شده و این اثر در تاریخ ۲۶ دی ۱۳۸۶ با شمارهٔ ثبت ۲۰۵۴۵ به‌عنوان یکی از آثار ملی ایران به ثبت رسیده است.
البته در مورد 3 نام صحیح تپه سیقیر اولن درست می باشد سیقیر در زبان ترکی به معنی گاو می باشد.

## زبان
زبان اهالی ترکی آذربایجانی لهجه ابهری می‌باشد.

## مردم
مردم آن عمدتا آذری و از ایلات خمسه و غیره می‌باشند.
خاندان های محمودی - اکبری و... از خاندان های بزرگ این روستا بشمار می روند.

## نام
ینگی کند در زبان ترکی از دو واژه "ینگی" ( از مصدر ینگیشتن = به معنای تازه - نو بنیاد ) و "کند" به معنای روستا و در کل به معنای روستای تازه است.
دلیل این نام‌گذاری این است که قبلاً روستای وجود داشته که نام آن معلوم نیست و  بر اثر زلزله تخریب و روستای فعلی بر روی آن ساخته شده‌است.

دشت ینگی کند در منطقه سربند

## دشت ینگی کند و منطقه سربند
روستای ینگی کند در موقعیت جغرافیایی 35.92592906060444, 49.04782001131161 قرار دارد
محدوده دارای سکنه روستا 154هزار متر مربع و مساحت دشت ینگی کند به طور تقریبی 48.695025 کیلومتر مربع می باشد.
منطقه سربند به دلیل قرار گیری دشت میان رشته کوه های بلند البرز غربی نام گذاری شده است و این نام از دو بخش سره در زبان ترکی به معتی دشت و بند که قرارگیری میان کوه ها است تشکیل شده است. روستا های این منطقه شامل ینگی کند - دولت آباد- چنگ الماس - ایوانک- چشمه بار-نایجوک-آغور-شکرچشمه و شاخدار می باشد
منقطه قاراقان استان قزوین از انتهای بخش جنوب شرقی دشت سربند و منطقه خمسه خدابنده از انتهای جنوب غربی منطقه سربند شروع می شود. دشت ینگی کند بزرگترین دشت منطقه ینگی کند را شامل می شود.

## جمعیت
براساس سرشماری مرکز آمار ایران در سال ۱۳۸۵، جمعیت آن ۱۶۱ نفر (۴۵خانوار) بوده‌است.

## نام ینگی کند در کتاب های تاریخی
نام ینگی کند در کتاب فرهنگ جغرافیایی ایران  جلد دوم استان یکم  چاپ 1328بدین شکل آماده است"ینگی کند - yengi - kand - ده جزء دهستان ابهررود بخش ابهر شهرستان زنجان. 39 ک جنوب ابهر - 12 ک راه عمومی قیدار به آب گرم . کوهستانی - سردسیر - سکنه 286 - شیعه - ترکی - چشمه - غلات - شغل زراعت و گله داری - قالیچه بافی - راه مالرو.

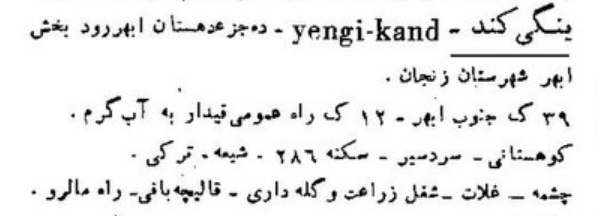
نام ینگی کند در کتاب فرهنگ جغرافیایی ایران چاپ 1328